# Ivachnovský luh
Ivachnovský luh je přírodní rezervace v katastrálních územích obcí Lisková, Turík a Ivachnová v okrese Ružomberok v Žilinském kraji na Slovensku. Území bylo vyhlášeno v roce 1982 a jeho rozloha je 10,04 hektaru. Předmětem ochrany je nejservernější lužní les na Slovensku a zároveň poslední fragment nivního lesa ve vysoko položených kotlinách Západních Karpat.